# Самарийвисмут
Самарийвисмут — бинарное неорганическое соединение
самария и висмута
с формулой BiSm,
кристаллы.

## Получение
- Синтез из чистых веществ:

{\displaystyle {\mathsf {Sm+Bi\ {\xrightarrow {1817^{o}C}}\ BiSm}}}

## Физические свойства
Самарийвисмут образует кристаллы
кубической сингонии, пространственная группа F m3m, параметры ячейки a = 0,638 нм, Z = 4,
структура типа хлорида натрия NaCl
.
Соединение конгруэнтно плавится при температуре 1817 °C .